# Cris Cyborg
Cristiane Justino Venâncio, znana również jako Cris Cyborg, a wcześniej pod nazwiskiem po mężu Cristiane Santos (ur. 9 lipca 1985 w Kurytybie) – brazylijska zawodniczka mieszanych sztuk walki (MMA) i bokserka. Mistrzyni organizacji Strikeforce (2009–2012), Invicta FC (2013–2017) oraz UFC (2017–2019), Bellator (2020) w wadze piórkowej. 
Cyborg jest powszechnie uważana za jedną z najwybitniejszych zawodniczek MMA

## Wczesne życie
Córka rozwiedzionych rodziców i ojca, który miał problemy z alkoholizmem, Cristiane Justino rozpoczęła karierę sportową w wieku dwunastu lat, grając w piłkę ręczną na poziomie narodowym w Brazylii. Dzięki swoim sukcesom sportowym, po ukończeniu szkoły średniej zdobyła liczne stypendia sportowe na prywatnych uczelniach, a ostatecznie wybrała kierunek wychowania fizycznego w stolicy stanu Parana, Kurytybie. Później planowała przenieść się do miasta Cascavel, aby zostać zawodową piłkarką ręczną i tam ukończyć studia, zanim została odkryta przez Rudimara Fedrigo, trenera Akademii Chute Boxe, który był pod wrażeniem jej fizycznych rozmiarów i doradził jej wejście do świata walki.
,,Brałam udział w towarzyskim turnieju piłki ręcznej kobiet i mężczyzn i jeden z chłopców, zwany Jorginho, był przyjacielem Mestre Rafaela i Mestre Rudimara. Zobaczył mnie trenującego piłkę ręczną i zapytał, czy lubię walczyć. Odpowiedziałam, że myślę, że to jest fajne, ale nigdy tego nie robiłam. Zaprosił mnie na zajęcia Muay Thai i podobało mi się to!”
– Cris Cyborg o początkach swojej kariery zawodniczej

## Kariera sportowa

### Przeszłość sportowa
Mieszane sztuki walki trenuje od 2004 roku, wcześniej uprawiała piłkę ręczną. Profesjonalny debiut MMA zanotowała 17 maja 2005 roku na gali Show Fight 2 w São Paulo – przegrała przez poddanie. Wygrawszy cztery następne walki (w tym 3 przed czasem), podpisała kontrakt z amerykańską organizacją EliteXC. W USA zadebiutowała w lipcu 2008 roku, nokautując Shaynę Baszler.

### Strikeforce

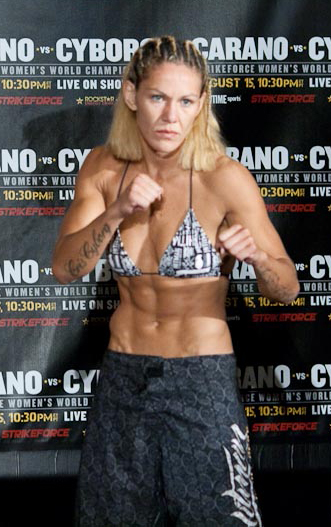
Cyborg w 2009

W lutym 2009 roku związała się ze Strikeforce. 15 sierpnia 2009 roku zmierzyła się w San Jose z gwiazdą amerykańskiego MMA Giną Carano w walce o pierwsze w historii mistrzostwo Strikeforce kobiet. Pokonała ją przez techniczny nokaut w czasie 4:59. Sędzia ringowy zdecydował się przerwać walkę na sekundę przed końcem pierwszej rundy, uznając, że Carano nie jest w stanie dalej bronić się przed zadawanymi przez Brazylijkę uderzeniami pięściami. Następnie Santos trzykrotnie obroniła tytuł, wygrywając przed czasem z Marloes Coenen (30 stycznia 2010), Jan Finney (26 czerwca 2010) i Hiroko Yamanaką (17 grudnia 2011).
6 stycznia 2012 roku Komisja Sportowa Stanu Kalifornia ogłosiła, że wyniki badań antydopingowych, które zostały przeprowadzone na próbce moczu Santos pobranej przed walką z Yamanaką, dały wynik pozytywny. W organizmie zawodniczki wykryto steryd anaboliczny stanozolol. Zdyskwalifikowano ją na rok i ukarano grzywną, a rezultat walki z Japonką zmieniono na no contest. W konsekwencji zostało jej też odebrane mistrzostwo Strikeforce.

### Invicta Fighting Championships
Po odbytym zawieszeniu w kwietniu 2013 związała się z Invicta FC, organizacją, w której walczą wyłącznie kobiety, a w lipcu tego samego roku została jej mistrzynią w wadze piórkowej pokonując ponownie w rewanżowym pojedynku Marloes Coenen.
28 czerwca 2014 odwiedziła Polskę, by poprowadzić seminarium we Wrocławiu oraz była gościem specjalnym na gali Fight Exclusive Night 3, która odbyła się w Hali Stulecia.
W latach 2015–2016 trzykrotnie broniła tytułu Invicta FC, pokonując przed czasem Charmaine Tweet (27 lutego 2015), Faith Van Duin (9 lipca 2015) i Darię Ibragimową (16 stycznia 2016). Wcześniej, bo w marcu 2015 podpisała kontrakt z Ultimate Fighting Championship (UFC).

### UFC
14 maja 2016 zadebiutowała w Ultimate Fighting Championship na gali UFC 198 w Kurytybie. Justino zwyciężyła przez nokaut w 1. rundzie z Leslie Smith. Pod koniec marca zwakowała tytuł Invicta FC skupiając się w pełni na pojedynkach w UFC.
29 lipca 2017 na UFC 214 znokautowała Tonyę Evinger w trzeciej rundzie i zdobyła odebrane wcześniej Holenderce Germaine de Randamie mistrzostwo UFC wagi piórkowej.
30 grudnia 2017 w swojej pierwszej obronie pasa podczas UFC 219 pokonała jednogłośnie na punkty Holly Holm. 3 marca 2018 w walce wieczoru na UFC 222 wygrała przez TKO z Rosjanką Janą Kunickają, broniąc tym samym drugi raz mistrzostwo UFC. 29 grudnia 2018 na UFC 232 w trzeciej obronie mistrzostwa niespodziewanie przegrała z mistrzynią wagi koguciej, rodaczką Amandą Nunes przez nokaut w 51 sekundzie pojedynku, tracąc tym samym na jej rzecz pas oraz notując drugą porażkę w karierze MMA.
3 sierpnia 2019 została zwolniona przez prezydenta Dana White’a z federacji.

### Bellator MMA
3 września 2019 roku ogłoszono, że Cyborg podpisała umowę z Bellator MMA.
Cyborg zmierzyła się z Julią Budd o mistrzostwo Bellator Women’s Featherweight Championship w sobotę, 25 stycznia 2020 roku w Inglewood, California Bellator 238. Walkę wygrała przez techniczny nokaut w czwartej rundzie.
Do walki z Budd, Cyborg trenowała w RPA z trenerami Richie Quan, Boyd Allen i Martin Van Staden. Celem jej i jej drużyny na obóz był trening wszechstronności i bycia gotowym na wszystko.
Po zdobyciu swojego czwartego mistrzostwa świata, Cyborg stwierdziła, że chciałaby spróbować swoich sił w boksie.
W pierwszej obronie swojego tytułu, Cyborg zmierzyła się z Arlene Blencowe na gali Bellator 249 15 października 2020 r. Wygrała walkę przez poddanie w drugiej rundzie, zdobywając pierwsze poddanie w swojej karierze MMA.
Cyborg po raz drugi obroniła tytuł przeciwko Leslie Smith 21 maja 2021 roku w głównym wydarzeniu gali Bellator 259. Poprzednio spotkały się na gali UFC 198, która była debiutem Cyborg w UFC, gdzie wygrała przez TKO w pierwszej rundzie. Wygrała walkę przez TKO po obaleniu Smith i wykończeniu jej ciosami pod koniec ostatniej rundy.

### PFL
19 października 2024 podczas gali PFL Super Fights: Battle of the Giants w Rijadzie, zmierzyła się z Larissą Pacheco o pas mistrzowski PFL Super Fights w wadze piórkowej. Po 25 minutach pojedynku pas powędrował na biodra Cyborg, która zwyciężyła jednogłośną decyzją sędziów.

## Boks tajski
Od 2006 okazjonalnie występuje również w muay thai. 28 marca 2014 zmierzyła się z Holenderką Joriną Baars o tytuł organizacji Lion Fight wagi półśredniej, z którą ostatecznie przegrała jednogłośnie na punkty.

## Życie prywatne
Cyborg była zamężna z zawodnikiem MMA Evangelistą „Cyborg” Santos, i wtedy „adoptowała” swój pseudonim. Para rozstała się w grudniu 2011 r. Od 2016 roku jest obywatelką Stanów Zjednoczonych. Cyborg ogłosiła swoje zaręczyny z wieloletnim chłopakiem, trenerem i byłym zawodnikiem MMA Rayem Elbą w 2017 roku.
W 2018 roku Cyborg legalnie adoptowała swoją nastoletnią siostrzenicę, czyniąc ją historycznie pierwszą matką posiadającą pas mistrzowski UFC.
Cyborg współpracuje z Fight For The Forgotten, organizacją non-profit zorganizowaną przez Justina Wrena, która kopie studnie, aby zapewnić wodę pitną dla ugandyjskich Pigmejów. Po zdobyciu swojego pierwszego zwycięstwa przez poddanie w 26-letniej walczącej karierze MMA, otrzymała swój czarny pas BJJ od Rubensa ‘Cobrinha’ Charlesa.

## Osiągnięcia

### Mieszane sztuki walki
- Strikeforce
  - 2009–2012: Mistrzyni Strikeforce w wadze piórkowej
- Invicta Fighting Championships
  - 2013–2017: Mistrzyni Invicta FC w wadze piórkowej
- Ultimate Fighting Championship
  - 2017–2018: Mistrzyni UFC w wadze piórkowej
- Bellator MMA
  - 2020: Mistrzyni Bellator MMA w wadze piórkowej
- Professional Fighters League
  - 2024: Mistrzyni PFL Super Fights w wadze piórkowej
- World MMA Awards
  - 2009: Nagroda Zawodniczka roku[33]
  - 2010: Nagroda Zawodniczka roku[34]
- Sports Illustrated
  - 2009: Nagroda Zawodniczka roku[35]
- Fight Matrix
  - 2010: Nagroda Zawodniczka roku
- MMADNA.nl
  - 2016: Nagroda Debiut Roku[36]

### Submission fighting
- Międzynarodowa Federacja Brazylijskiego Jiu-jitsu
  - 2011: Mistrzostwa Świata IBJJF w Jiu-Jitsu – 1. miejsce w kat. +74 kg (purpurowe pasy)
  - 2012: Mistrzostwa Świata IBJJF w Jiu-Jitsu – 1. miejsce w kat. +74 kg (purpurowe pasy)
- Abu Dhabi Combat Club
  - 2009: Mistrzostwa Świata ADCC w Submission Wrestlingu – 3. miejsce w kat. +60 kg

### Amatorskie zapasy
- Federação Paulista de Luta Olímpica
  - 2007: Złota medalistka Międzynarodowego Pucharu Brazylii seniorów w stylu dowolnym kobiet
- Federação Paranaense de Lutas Associadas
  - 2007: Mistrzostwo kobiet seniorów w stylu dowolnym stanu Parana